# Jingle Bells (Basshunter)
Jingle Bells är en singel av Basshunter från hans album LOL <(^^,)> från 2006.

## Låtlista
- Digital nedladdning (13 november 2006)[1]

1. "Jingle Bells" (Radio Edit) – 2:45

- Digital nedladdning (14 december 2008)[2]

1. "Jingle Bells (Bass)" – 2:45
2. "All I Ever Wanted"” (Ultra DJ's Remix) – 5:34

## Listplaceringar
| Lista (2006-2009) | Högsta position |
| ----------------- | --------------- |
| Norge             | 9               |
| Sverige           | 13              |
| Nederländerna     | 31              |
| Storbritannien    | 35              |